# Holtkämperei

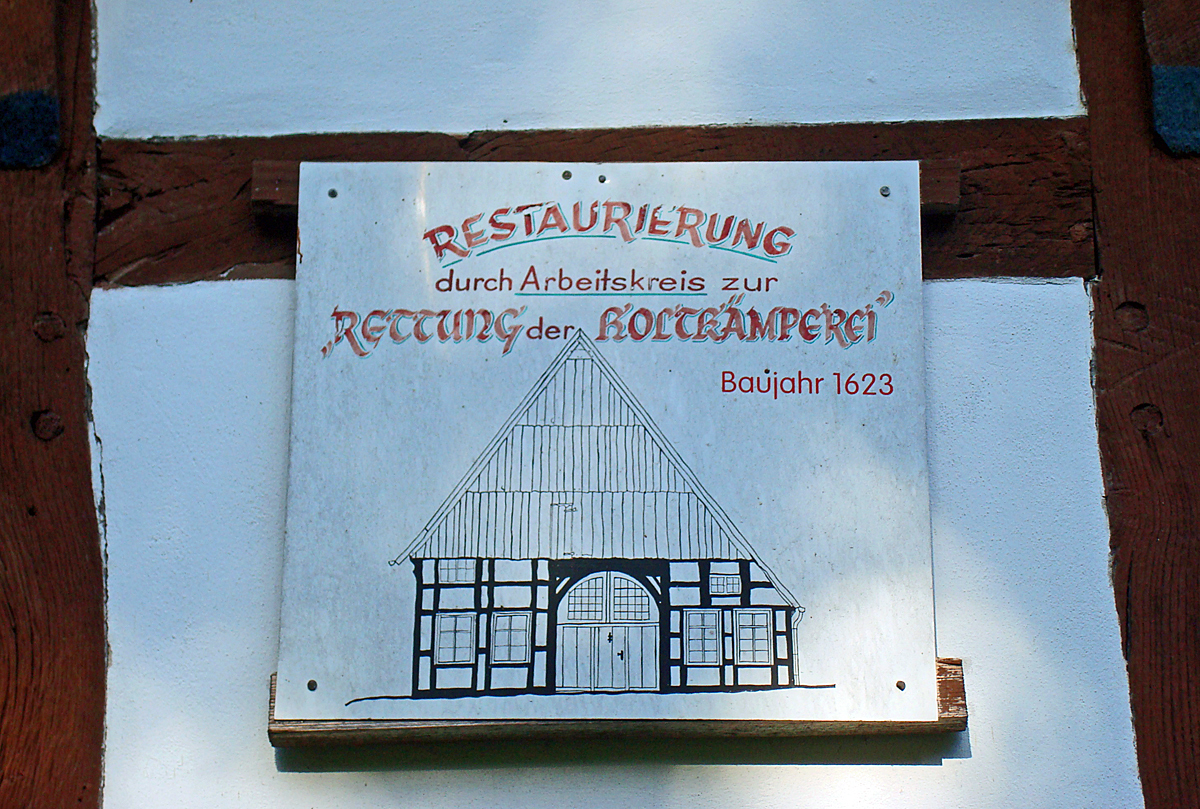
Hinweis auf den Arbeitskreis zur Rettung der Holtkämperei

Die sogenannte Holtkämperei ist das älteste noch am ursprünglichen Platz vorhandene Haus im Gütersloher Stadtteil Isselhorst (allein der Turm der benachbarten Isselhorster Kirche ist noch älter). Das 1623 erbaute Fachwerkhaus ist mit der Nummer A 018 in der Gütersloher Denkmalliste eingetragen und war im November 2002 Denkmal des Monats in Westfalen-Lippe.
Im Ortsbild Isselhorsts bildet die Holtkämperei ein historisches Ensemble mit den denkmalgeschützten Objekten rund um den Isselhorster Kirchplatz, namentlich der Kirche, der alten Schule, dem Historischen Gasthaus „Zur Linde“ und dem Kantorhaus.

## Geschichte
Erbaut wurde das Dreiständerhaus in der Nähe der Lutter von den Eheleuten Johann Pohlmann, Niederummeln, und Sophia Pohlmann, geborene Viertmann, Niehorst, die in dem Haus eine Bäckerei und eine Warenhandlung betrieben. Deren einzige Tochter Catharina Pohlmann, die den Drechsler Cord Lütgert († 1676) aus Ummeln heiratete, übernahm das Haus. Nächster Besitzer war wiederum deren Sohn Conrad (* 1656), der sich neben dem Handel auch der Branntweinherstellung widmete. Damit gilt die Holtkämperei als die Wiege der Kornbrennerei in Isselhorst, das für seine Brennerei Elmendorf bekannt wurde. Mit dem früheren Feldscher Peter Lütgert, der in dem Haus von 1733 bis 1766 als „Chirurgus“ praktizierte und dort einen Brunnen und eine Toilette anlegte, lebte auch der erste Mediziner des Dorfes in der – damals noch nicht so genannten – Holtkämperei. Danach kaufte der Arzt Johann-Hermann-Heinrich Hünecke das Haus.
Die Bezeichnung Holtkämperei entstand erst, als dort der Rendant und Postagent (der nebenberuflich Postdienstleistungen übernahm) Heinrich-Adolf Holtkamp einzog, der Hüneckes Tochter Christine-Luise geheiratet hatte. Wann genau der Einzug stattfand, ist unbekannt, jedoch steht fest, dass die am 1. April 1865 eingerichtete Isselhorster Postagentur in dem Gebäude ihren Sitz hatte. Vermutlich war dort sogar schon seit 1817 eine Poststation, d. h. eine Halte- und Pferdewechselstelle. Die Familie Holtkamp bewohnte das Haus bis 1911.
Bis 1978 lebten durchgehend Menschen in dem Gebäude, bevor eine zwanzig Jahre dauernde Phase des Verfalls einsetzte. 1984 wurde das Haus unter Denkmalschutz gestellt. 1998 gründeten Isselhorster Bürger den »Arbeitskreis zur Rettung der Holtkämperei«. Unter der Leitung von Dipl.-Ing. Ortwin Schwengelbeck wurde die Holtkämperei über mehrere Jahre hinweg und unterstützt von Fördermitteln in Höhe von 300.000 Euro schrittweise restauriert. Ziel war es dabei, das Gebäude weitgehend wieder in den Originalzustand zu versetzen. Nach langen Verhandlungen mit dem Eigentümer wird das Gebäude heute vom Dorf- und Heimatverein Isselhorst e.V. als Domizil genutzt.